# Helen Hayesová
Helen Hayesová, rodným jménem Helen Hayes Brown (10. října 1900, Washington, D.C., Spojené státy americké – 17. března 1993, New York, Spojené státy americké), byla americká filmová a divadelní herečka, která získala dva Oscary, Emmy, Grammy a divadelní cenu Tony. V roce 1986 dostala od prezidenta Ronalda Reagana vyznamenání v podobě Prezidentské medaile svobody.

## Životopis
Helen Hayes se narodila 10. října 1900 ve Washingtonu. Její matka Catherine Estelle (rozená Hayes) byla příležitostná herečka, otec Francis van Arnum Brown vystřídal mnoho zaměstnání, byl např. úředníkem patentového úřadu a obchodním cestujícím. Prarodiče z matčiny strany emigrovali do Států z Irska při velkém hladomoru.
Již jako pětiletá Helen debutovala v divadle. V deseti letech natočila krátký film Jean and the Calico Doll. Střední školu absolvovala v roce 1917.

### Kariéra
Jejím zvukovým debutem byl dramatický snímek Hřích Madelon Claudetové, za který získala Oscara za nejlepší ženský herecký výkon. Ve filmu ztvárnila matku, která se dostane do vězení a tudíž se musí vzdát dítěte. Když ji po 10 letech propustí, nemá dost peněz, aby začala spořádaný život a tak zůstane na ulici, aniž by viděla svého syna vyrůstat.
Ve filmové adaptaci Hemingwayova románu Sbohem, armádo z roku 1932 si zahrála po boku Garyho Coopera. Dramatický film Noční let znamenal spolupráci s Clarkem Gablem a Myrnou Loy. Helen Hayes však preferovala divadlo před filmem a tak se v roce 1935 vrátila na jeviště. Na Broadwayi hrála tři roky titulní roli po boku Vincenta Pricee ve hře Victoria Regina.

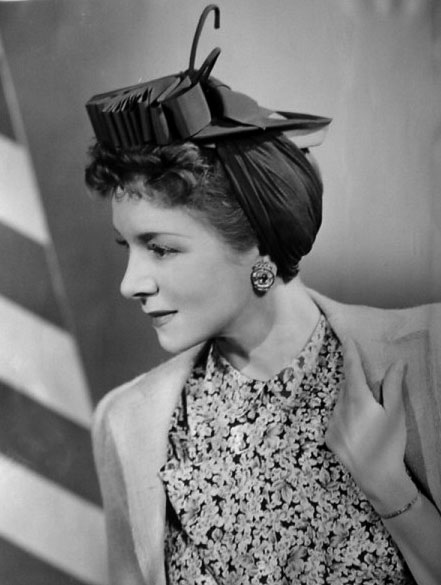
Helen na fotce z roku 1940

V roce 1953 se stala vůbec první laureátkou ceny Sarah Siddons za práci v divadle v Chicagu. Tento úspěch zopakovala v roce 1969. V padesátých letech se vrátila do Hollywoodu. Zahrála si spolu s Ingrid Bergman ve filmu Anastázie. V roce 1970 natočila katastrofický snímek Letiště, který ji vynesl druhého Oscara, tentokrát za vedlejší roli. V sedmdesátých a osmdesátých letech natočila převážně televizní filmy a filmy produkce Walta Disneye.
V roce 1955 přejmenovali Fultonovo divadlo na Divadlo Helen Hayes. V osmdesátých letech však bylo divadlo zbořeno, aby ustoupilo nové zástavbě. V roce 1983 však bylo jiné divadlo na 45. ulici v New Yorku pojmenováno po ní.

### Osobní život
Helen Hayes byla dvakrát vdaná. Sňatek s Johnem Swansonem trval v letech 1926 až 1928. Druhým manželem byl scenárista a dramatik Charles MacArthur, kterého si Helen vzala v roce 1928, a za kterého byla provdaná až do jeho smrti v roce 1956. Měli spolu dceru Mary, která předčasně zemřela na obrnu v devatenácti letech v roce 1949. MacArthur měl nemanželského syna Jamese, který se narodil v roce 1937. Helen si ho osvojila.
Byla katolička a republikánka. Kromě herectví se věnovala filantropii.
Helen Hayes zemřela na srdečné selhání v Den sv. Patrika, 17. března 1993 ve věku 92 let v Nyacku ve státě New York.

## Zajímavosti
Na Hollywoodském chodníku slávy má dvě hvězdy. Jednu za počiny ve filmovém průmyslu, druhou za počiny v rozhlase.
Získala přezdívku „první dáma amerického divadla“.
Je jednou z dvanácti hereček, které se povedlo získat Oscara, Tony a Emmy.
Je prvním hercem, resp. herečkou, která získala Oscara v hlavní, i ve vedlejší kategorii.

## Vybraná filmografie

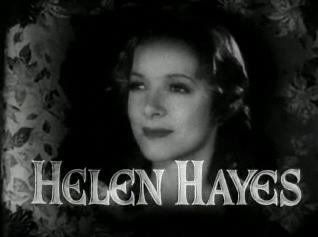
Helen Hayes ve filmu Vanessa: Her Love Story z roku 1935

| - The Weavers of Life (němý film, 1917) - Babs (němý film, 1920) - The Dancing Town (němý film, 1928) - Arrowsmith (1931) - Hřích Madelon Claudetové (1931) - Sbohem, armádo (1932) - Son-Daughter (1932) - Another Language (1933) - Noční let (1933) - The White Sister (1933) - Crime Without Passion (1934) - What Every Woman Knows (1934) | - Vanessa: Her Love Story (1935) - Stage Door Canteen (1943) - My Son John (1952) - Main Street to Broadway (1953) - Anastázie (1956) - The Cherry Orchard (TV film, 1959) - Third Man on the Mountain (1959) - Arsenic and Old Lace (TV film, 1969) - Letiště (1970) - The Front Page (TV film, 1970) - Do Not Fold, Spindle, or Mutilate (TV film, 1971) | - Harvey (TV film, 1972) - Sestry Snoopovy (TV film, 1972) - Black Day for Bluebeard (TV film, 1974) - Herbie a stará dáma (1974) - One of Our Dinosaurs Is Missing (1975) - Candleshoe (1977) - Victory at Entebbe (TV film, 1977) - A Family Upside Down (TV film, 1978) - Vždyť je to hračka (TV film, 1982) - Záhada v Karibiku (TV film, 1983) - Smysluplná vražda (TV film, 1985) |

Má-li film distribuční název, je uveden pod ním.

## Ocenění

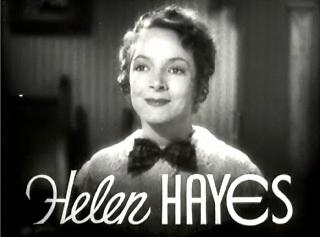
Helen Hayes ve filmu What Every Woman Knows

### Oscar
- 1932: Nejlepší herečka – Hřích Madelon Claudetové (cena)
- 1970: Nejlepší ženský vedlejší výkon – Letiště (cena)

### Emmy
- 1952: Nejlepší herečka v dramatickém seriálu (cena)

### Grammy
- 1977: Nejlepší mluvené album – Great American Documents (cena)

### Tony
- 1947: Nejlepší herečka ve hře – Happy Birthday (cena)

### Zlatý glóbus
- 1956: Nejlepší dramatická herečka – Anastázie (nominace)
- 1974: Nejlepší komediální herečka – Herbie a stará dáma (nominace)